# Kaligayam (Talang)
Kaligayam is een bestuurslaag in het regentschap Tegal van de provincie Midden-Java, Indonesië. Kaligayam telt 6605 inwoners (volkstelling 2010).